# Championnats du monde de triathlon 2002
Les Championnats du monde de triathlon 2002 présentent les résultats des championnats mondiaux de Triathlon en 2002 organisés par la fédération internationale de triathlon.
Ces 14e championnats se sont déroulés à Cancún au Mexique le 9 novembre 2002.

## Résultats

### Élite

#### Hommes
| Rang   | Athlète                | Nationalité      | Natation    | T1 | Vélo            | T2 | Course à pied | Temps           |
| ------ | ---------------------- | ---------------- | ----------- | -- | --------------- | -- | ------------- | --------------- |
| Or     | Ivan Rana              | Espagne          | 19 min 56 s | ?  | 56 min 19 s     | ?  | 32 min 05 s   | 1 h 50 min 40 s |
| Argent | Peter Robertson        | Australie        | 20 min 03 s | ?  | 57 min 18 s     | ?  | 32 min 31 s   | 1 h 51 min 06 s |
| Bronze | Andrew Johns           | Royaume-Uni      | 20 min 07 s | ?  | 58 min 18 s     | ?  | 32 min 36 s   | 1 h 51 min 17 s |
| 4      | Greg Bennett           | Australie        | 19 min 54 s | ?  | 59 min 19 s     | ?  | 32 min 40 s   | 1 h 51 min 27 s |
| 5      | Volodymyr Polikarpenko | Ukraine          | 19 min 23 s | ?  | 1 h 00 min 18 s | ?  | 32 min 50 s   | 1 h 51 min 36 s |
| 6      | Maik Petzold           | Allemagne        | 19 min 51 s | ?  | 1 h 01 min 18 s | ?  | 33 min 05 s   | 1 h 51 min 45 s |
| 7      | Chris Hill             | Australie        | 19 min 51 s | ?  | 1 h 02 min 19 s | ?  | 33 min 24 s   | 1 h 52 min 03 s |
| 8      | Kris Gemmell           | Nouvelle-Zélande | 19 min 27 s | ?  | 1 h 03 min 18 s | ?  | 33 min 24 s   | 1 h 52 min 10 s |
| 9      | Dmitriy Gaag           | Kazakhstan       | 20 min 06 s | ?  | 1 h 04 min 18 s | ?  | 33 min 40 s   | 1 h 52 min 19 s |
| 10     | Matthew Reed           | États-Unis       | 19 min 53 s | ?  | 1 h 05 min 19 s | ?  | 34 min 36 s   | 1 h 52 min 30 s |

#### Femmes
| Rang   | Athlète           | Nationalité | Natation    | T1 | Vélo            | T2 | Course à pied | Temps           |
| ------ | ----------------- | ----------- | ----------- | -- | --------------- | -- | ------------- | --------------- |
| Or     | Leanda Cave       | Royaume-Uni | 20 min 04 s | ?  | 1 h 01 min 09 s | ?  | 38 min 05 s   | 2 h 01 min 31 s |
| Argent | Barbara Lindquist | États-Unis  | 19 min 59 s | ?  | 1 h 01 min 09 s | ?  | 38 min 18 s   | 2 h 01 min 40 s |
| Bronze | Michelle Dillon   | Royaume-Uni | 20 min 55 s | ?  | 1 h 01 min 54 s | ?  | 37 min 16 s   | 2 h 02 min 10 s |
| 4      | Michellie Jones   | Australie   | 20 min 51 s | ?  | ?               | ?  | ?             | 2 h 02 min 25 s |
| 5      | Nicole Hackett    | Australie   | 19 min 57 s | ?  | 1 h 01 min 09 s | ?  | 39 min 10 s   | 2 h 02 min 35 s |
| 6      | Anja Dittmer      | Allemagne   | 20 min 57 s | ?  | 1 h 02 min 34 s | ?  | 37 min 01 s   | 2 h 02 min 44 s |
| 7      | Laura Bennett     | États-Unis  | 20 min 02 s | ?  | 1 h 01 min 09 s | ?  | 39 min 28 s   | 2 h 02 min 54 s |
| 8      | Sharon Donnelly   | Canada      | 20 min 04 s | ?  | 1 h 01 min 09 s | ?  | 39 min 50 s   | 2 h 03 min 19 s |
| 9      | Sandra Soldan     | Brésil      | 20 min 37 s | ?  | 1 h 02 min 46 s | ?  | 37 min 42 s   | 2 h 03 min 29 s |
| 10     | Carol Montgomery  | Canada      | 21 min 04 s | ?  | 1 h 04 min 33 s | ?  | 35 min 47 s   | 2 h 03 min 43 s |

### Moins de 23 ans

#### Hommes
| Rang   | Athlète              | Nationalité | Natation    | T1         | Vélo        | T2         | Course à pied | Temps           |
| ------ | -------------------- | ----------- | ----------- | ---------- | ----------- | ---------- | ------------- | --------------- |
| Or     | Brad Kahlefeldt      | Australie   | 18 min 08 s | 1 min 37 s | 58 min 30 s | 1 min 06 s | 32 min 20 s   | 1 h 51 min 41 s |
| Argent | Sven Riederer        | Suisse      | 18 min 27 s | 1 min 47 s | 58 min 00 s | 1 min 08 s | 33 min 39 s   | 1 h 53 min 04 s |
| Bronze | Stuart Hayes         | Royaume-Uni | 18 min 07 s | 1 min 42 s | 58 min 27 s | 1 min 08 s | 33 min 43 s   | 1 h 53 min 08 s |
| 4      | Danylo Sapunov       | Ukraine     | 18 min 36 s | 1 min 45 s | 57 min 58 s | 1 min 11 s | 33 min 42 s   | 1 h 53 min 13 s |
| 5      | David Dellow         | Australie   | 18 min 27 s | 1 min 42 s | 58 min 06 s | 1 min 08 s | 34 min 01 s   | 1 h 53 min 28 s |
| 6      | Rene Goehler         | Allemagne   | 18 min 28 s | 1 min 42 s | 58 min 04 s | 1 min 03 s | 34 min 13 s   | 1 h 53 min 32 s |
| 7      | Alessandro Degasperi | Italie      | 18 min 40 s | 1 min 38 s | 57 min 54 s | 1 min 08 s | 34 min 22 s   | 1 h 53 min 46 s |
| 8      | Jordi Elias          | Espagne     | 18 min 41 s | 1 min 45 s | 57 min 48 s | 1 min 06 s | 34 min 30 s   | 1 h 53 min 50 s |
| 9      | Hirokatsu Tayama     | Japon       | 18 min 07 s | 1 min 49 s | 58 min 21 s | 1 min 11 s | 34 min 28 s   | 1 h 53 min 58 s |
| 10     | Marko Albert         | Estonie     | 18 min 05 s | 1 min 43 s | 58 min 28 s | 1 min 13 s | 34 min 37 s   | 1 h 54 min 08 s |

#### Femmes
| Rang   | Athlète          | Nationalité | Natation    | T1         | Vélo            | T2         | Course à pied | Temps           |
| ------ | ---------------- | ----------- | ----------- | ---------- | --------------- | ---------- | ------------- | --------------- |
| Or     | Pilar Hidalgo    | Espagne     | 19 min 13 s | 1 min 56 s | 1 h 02 min 20 s | 1 min 08 s | 37 min 03 s   | 2 h 01 min 42 s |
| Argent | Mirinda Carfrae  | Australie   | 20 min 47 s | 1 min 42 s | 1 h 02 min 46 s | 1 min 04 s | 36 min 19 s   | 2 h 02 min 40 s |
| Bronze | Nicola Spirig    | Suisse      | 20 min 42 s | 1 min 47 s | 1 h 02 min 32 s | 1 min 20 s | 36 min 32 s   | 2 h 02 min 55 s |
| 4      | Nikki Egyed      | Australie   | 20 min 46 s | 1 min 41 s | 1 h 02 min 31 s | 1 min 19 s | 37 min 11 s   | 2 h 03 min 29 s |
| 5      | Annabel Luxford  | Australie   | 19 min 16 s | 1 min 52 s | 1 h 02 min 23 s | 1 min 07 s | 39 min 03 s   | 2 h 03 min 40 s |
| 6      | Ricarda Lisk     | Allemagne   | 20 min 39 s | 1 min 43 s | 1 h 02 min 54 s | 1 min 14 s | 37 min 41 s   | 2 h 04 min 11 s |
| 7      | Aniko Gog        | Hongrie     | 20 min 53 s | 1 min 53 s | 1 h 02 min 29 s | 1 min 09 s | 38 min 38 s   | 2 h 05 min 02 s |
| 8      | Lauren Groves    | Canada      | 20 min 38 s | 1 min 58 s | 1 h 02 min 41 s | 1 min 19 s | 38 min 28 s   | 2 h 05 min 05 s |
| 9      | Josie Loane      | Australie   | 19 min 13 s | 1 min 49 s | 1 h 02 min 27 s | 1 min 06 s | 40 min 38 s   | 2 h 05 min 16 s |
| 10     | Zuriñe Rodriguez | Espagne     | 20 min 49 s | 1 min 52 s | 1 h 02 min 38 s | 1 min 16 s | 39 min 34 s   | 2 h 06 min 09 s |

### Junior

#### Hommes
| Rang   | Athlète            | Nationalité      | Natation    | T1         | Vélo        | T2         | Course à pied | Temps       |
| ------ | ------------------ | ---------------- | ----------- | ---------- | ----------- | ---------- | ------------- | ----------- |
| Or     | Terenzo Bozzone    | Nouvelle-Zélande | 9 min 27 s  | 1 min 37 s | 28 min 03 s | 47 s       | 16 min 06 s   | 56 min 00 s |
| Argent | David Hauss        | France           | 9 min 41 s  | 1 min 36 s | 27 min 53 s | 59 s       | 15 min 53 s   | 56 min 03 s |
| Bronze | Tyler Butterfield  | Bermudes         | 10 min 28 s | 1 min 39 s | 26 min 58 s | 58 s       | 15 min 58 s   | 56 min 04 s |
| 4      | Erhard Wolfaardt   | Afrique du Sud   | 10 min 13 s | 1 min 37 s | 27 min 21 s | 1 min 15 s | 15 min 37 s   | 56 min 05 s |
| 5      | James Elvery       | Nouvelle-Zélande | 11 min 09 s | ?          | 27 min 57 s | 54 s       | 16 min 08 s   | 56 min 10 s |
| 6      | Andreas Giglmayr   | Autriche         | 9 min 57 s  | 1 min 31 s | 27 min 45 s | 57 s       | 16 min 02 s   | 56 min 14 s |
| 7      | Oliver Freeman     | Royaume-Uni      | 9 min 36 s  | 1 min 39 s | 27 min 56 s | 53 s       | 16 min 09 s   | 56 min 15 s |
| 8      | Charles Rusterholz | Suisse           | 9 min 39 s  | 1 min 36 s | 27 min 53 s | 54 s       | 16 min 15 s   | 56 min 18 s |
| 9      | Leonardo Chacón    | Costa Rica       | 9 min 43 s  | ?          | 29 min 32 s | 1 min 02 s | 16 min 02 s   | 56 min 21 s |
| 10     | Thomas Springer    | Allemagne        | 9 min 46 s  | 1 min 37 s | 27 min 44 s | 53 s       | 16 min 27 s   | 56 min 28 s |

#### Femmes
| Rang   | Athlète               | Nationalité    | Natation    | T1         | Vélo        | T2         | Course à pied | Temps           |
| ------ | --------------------- | -------------- | ----------- | ---------- | ----------- | ---------- | ------------- | --------------- |
| Or     | Marion Lorblanchet    | France         | 10 min 47 s | 1 min 43 s | 30 min 07 s | 1 min 02 s | 17 min 39 s   | 1 h 01 min 19 s |
| Argent | Wendy de Boer         | Pays-Bas       | 10 min 39 s | 1 min 43 s | 30 min 14 s | 57 s       | 17 min 43 s   | 1 h 01 min 20 s |
| Bronze | Elizabeth May         | Luxembourg     | 10 min 38 s | 1 min 46 s | 30 min 12 s | 1 min 02 s | 18 min 07 s   | 1 h 01 min 46 s |
| 4      | Vanessa Fernandes     | Portugal       | 10 min 28 s | 1 min 51 s | 30 min 18 s | 57 s       | 18 min 17 s   | 1 h 01 min 55 s |
| 5      | Maxine Seear          | Australie      | 9 min 46 s  | 1 min 44 s | 31 min 07 s | 57 s       | 18 min 24 s   | 1 h 02 min 00 s |
| 6      | Vendula Frintová      | Tchéquie       | 11 min 13 s | 1 min 50 s | 29 min 32 s | 1 min 04 s | 18 min 22 s   | 1 h 02 min 04 s |
| 7      | Jasmine Oeinck        | États-Unis     | 10 min 43 s | 2 min 01 s | 29 min 56 s | 1 min 00 s | 18 min 37 s   | 1 h 02 min 18 s |
| 8      | Maria Eugenia Barrera | Mexique        | 10 min 49 s | 1 min 46 s | 30 min 06 s | 1 min 06 s | 18 min 36 s   | 1 h 02 min 24 s |
| 9      | Helen Jenkins         | Royaume-Uni    | 10 min 39 s | 1 min 52 s | 30 min 07 s | 1 min 02 s | 18 min 55 s   | 1 h 02 min 36 s |
| 10     | Mari Rabie            | Afrique du Sud | 10 min 37 s | 1 min 46 s | 30 min 17 s | 56 s       | 19 min 11 s   | 1 h 02 min 49 s |

## Tableau des médailles
| Rang  | Nation           | Or | Argent | Bronze | Total |
| ----- | ---------------- | -- | ------ | ------ | ----- |
| 1     | Espagne          | 2  | 0      | 0      | 2     |
| 2     | Australie        | 1  | 2      | 0      | 3     |
| 3     | France           | 1  | 1      | 0      | 2     |
| 4     | Royaume-Uni      | 1  | 0      | 3      | 4     |
| 5     | Nouvelle-Zélande | 1  | 0      | 0      | 1     |
| 6     | Suisse           | 0  | 1      | 1      | 2     |
| 7     | États-Unis       | 0  | 1      | 0      | 1     |
| -     | Pays-Bas         | 0  | 1      | 0      | 1     |
| 9     | Bermudes         | 0  | 0      | 1      | 1     |
| -     | Luxembourg       | 0  | 0      | 1      | 1     |
| Total | Total            | 6  | 6      | 6      | 18    |